# 米亚齐纳
米亚齐纳（義大利語：Miazzina），是意大利韦尔巴诺-库西亚-奥索拉省的一个市镇。总面积21平方公里，人口424人，人口密度20.2人/平方公里（2009年）。ISTAT代码为103045。